# 24548 Katieeverett
24548 Katieeverett è un asteroide della fascia principale. Scoperto nel 2001, presenta un'orbita caratterizzata da un semiasse maggiore pari a 2,2495181 au e da un'eccentricità di 0,1470275, inclinata di 1,39232° rispetto all'eclittica.
L'asteroide è dedicato alla studentessa statunitense Katie Elizabeth Everett.